# Rio Ciornohal
O Rio Ciornohal é um rio da Romênia, afluente do Jijia, localizado no distrito de Botoşani.